# Ульпий Кринит
Ульпий Кринит (лат. Ulpius Crinitus) — римский государственный деятель середины III века.
Биография этого человека известна только из «Истории Августов» — источника, полного выдумок и фальсификаций. Согласно ему, Кринит вел своё происхождение от императора Траяна (надо заметить, что Евтропий называет Траяна Ульпием Кринитом Траяном), а также утверждает, что император Валериан I, правление которого он был якобы наместником Иллирика, за его заслуги хотел сделать его Цезарем.
«История Августов» сообщает, что будущий император Аврелиан был усыновлен Кринитом. Однако этот факт так не подтвержден, так как нет ни одной надписи надписи, ни одной монетной легенды, которая говорит, что Аврелиан носил имя «Ульпий». Так что единственным основанием для рассказа об усыновлении могла быть женитьба Аврелиана на дочери Ульпия Кринита Северине. Не исключено, что тесть играл какую-то роль в выдвижении своего зятя. Что касается самого Ульпия Кринита, то рассказ о его карьере, скорее всего, был выдуман, в частности, Кринит никак не мог быть трижды консулом, хотя он мог действительно принадлежать к тогдашней знати.